# Andreas Zucktriegel

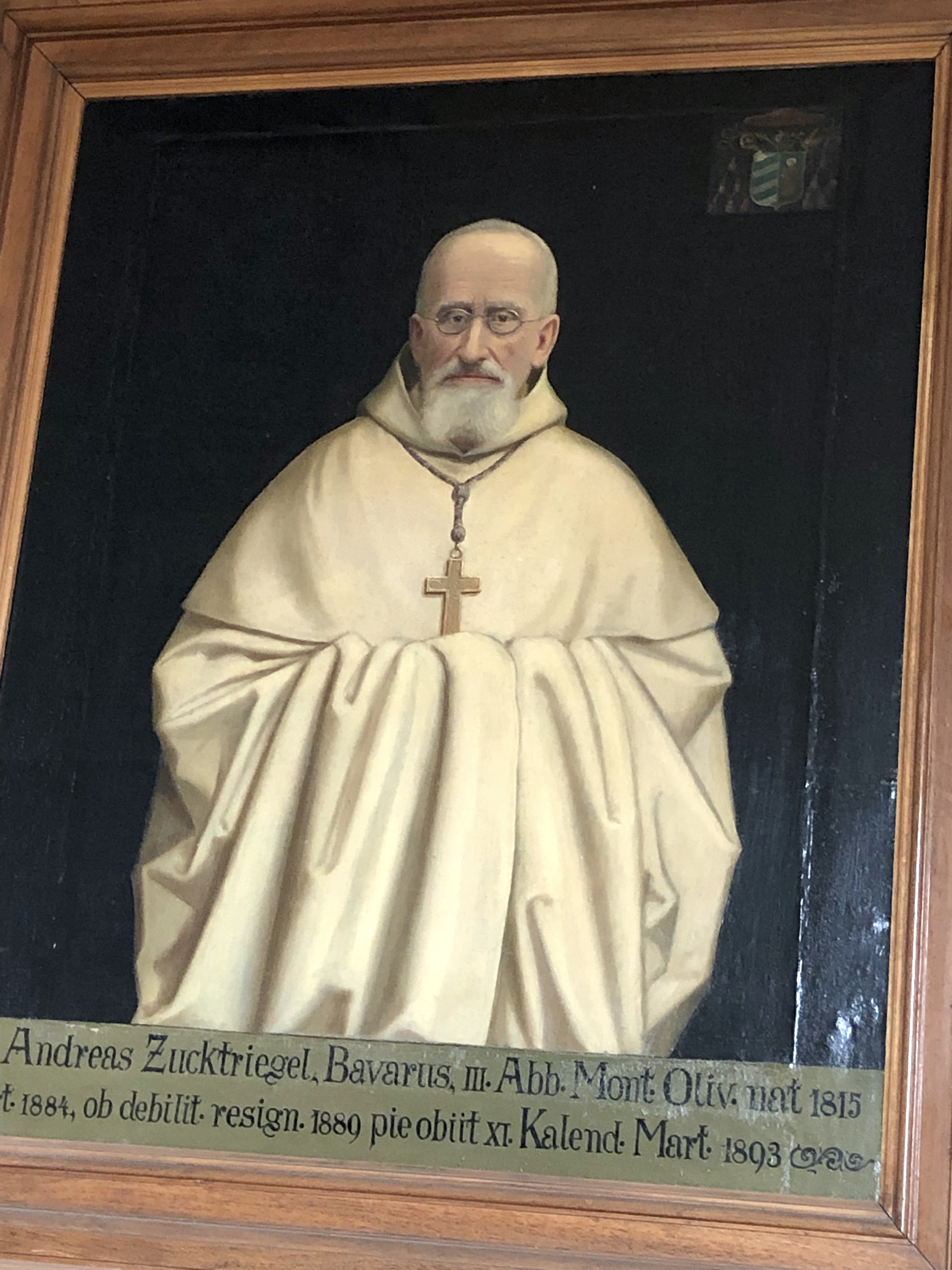
Dom Andreas Zucktriegel, 3. Abt der Trappistenabtei Oelenberg

Andreas Zucktriegel, auch Zucktrigel OSB / OCSO (* 30. November 1815 in Kirchhaslach; † 19. Februar 1893 in Reiningue), war von 1884 bis 1889 Abt der Abtei Oelenberg.

## Leben
Andreas Zucktriegel (Zucktrigel) trat in die Benediktinerabtei St. Stephan in Augsburg ein, war Prior im Kloster Ottobeuren und ging 1848 mit Abt Bonifaz Wimmer als Missionar in die Vereinigten Staaten von Amerika. 1853 trat er in die Trappistenabtei Oelenberg im Elsass über und legte dort 1854 die Gelübde ab. 1884 wurde er zum Abt gewählt, resignierte aber schon nach fünf Jahren wegen seiner schwachen Gesundheit.
Während Zucktriegels Amtszeit wurde das während des sog. preußischen Kulturkampfes 1875 geschlossene Filialkloster Mariawald wieder eröffnet und das Trappistenkloster Maria Veen in Westfalen neu gegründet.